# Драгаш-Войвода
Драга́ш-Войво́да (болг. Драгаш войвода) — село в Плевенській області Болгарії. Входить до складу общини Никопол.

## Населення
За даними перепису населення 2011 року у селі проживали 573 особи.
Національний склад населення села:
| Національність   | Кількість осіб | Відсоток |
| ---------------- | -------------- | -------- |
| болгари          | 506            | 92,2%    |
| турки            | 35             | 6,4%     |
| цигани           | 7              | 1,3%     |
| Всього відповіли | 549            |          |

Розподіл населення за віком у 2011 році:
Динаміка населення: